# التون (کمبریج‌شر)
التون (به انگلیسی: Elton) یک محله مدنی و روستا در بریتانیا است که در هانتینگدونشر واقع شده‌است. التون ۶۷۹ نفر جمعیت دارد.